# Алексійчук Тимофій Данилович
Тимофій Данилович Алексійчук (6 лютого 1921 — 16 грудня 2010) — радянський військовик. Герой Радянського Союзу (1944).

## Біографія
Народився 6 січня 1921 року у поселені Комаричі (нині смт Смолевицький район Брянської області Білорусі) у селянській родині. Білорус. Закінчив неповну середню школу.
У РСЧА з 1939 року. Закінчив Ташкентське військове піхотне училище.
У роки німецько-радянської війни командир батальйону 197-го стрілецького полку (99-а стрілецька дивізія, 1-ша гвардійська армія, 1-й Український фронт) капітан Алексійчук відзначився у листопаді 1943 року у боях за звільнення Київської та Житомирської областей. За місяць боїв його батальйоном було знищено до батальйону гітлерівців, 11 танків і бронемашина. 26 грудня 1943 року у бою за село Студениця був важко поранений, але не покинув поле бою.
В 1947 році закінчив Військову академію імені Фрунзе.
З 1976 року полковник Т. Д. Алексійчук у запасі. Жив і працював у Москві.

## Звання та нагороди
10 січня 1944 року Т. Д. Алексійчуку присвоєно звання Героя Радянського Союзу.
Також нагороджений:
- орденом Леніна
- 2-ма орденами Червоного Прапора.
- орденом Вітчизняної війни 1 ступеня
- 2-ма орденами Червоної Зірки
- медалями